# Астахново (Пушкиногорский район)
Аста́хново — деревня в центральной части Пушкиногорского района Псковской области. Входит в состав городского поселения Пушкиногорье.
Расположена в 2 км к западу от административного центра района — посёлка городского типа Пушкинские Горы.

## Население
| 2001 | 2002 | 2010 |
| ---- | ---- | ---- |
| 194  | ↘167 | ↗171 |

## История
До 3 июня 2010 года деревня входила в состав сельского поселения Пушкиногорская волость.